# Ide Anak Agung Gde Agung
Ide Anak Agung Gde Agung, né le 21 juillet 1921 à Gianyar et mort le 22 avril 1999 dans la même ville, est un homme d'État indonésien. Il est premier ministre d'État de l'Indonésie orientale de 1947 à 1949. Il est le huitième ministre des affaires étrangères d'Indonésie de 1955 à 1956 de Sukarno.

## Biographie
En 1949, il joue un rôle décisif à la conférence de la Table ronde de La Haye en tant que premier ministre de l'État de l'Indonésie orientale.
En 1950, il est ambassadeur d’Indonésie en Belgique, puis il est nommé successivement ambassadeur au Luxembourg, au Portugal, en France et en Autriche. Il est aussi ministre des Affaires étrangères de l’Indonésie entre 1955 et 1956, et il participe au conflit de la Nouvelle-Guinée occidentale.
Plus tard, il est emprisonné par le régime de Sukarno entre 1962 et 1966, mais après le coup d’État de 1965 il est libéré par Adam Malik.
Le 22 avril 1999, Ida Anak Agung Gde Agung est mort à Gianyar, Bali. Le président Susilo Bambang Yudhoyono lui décerne le titre de Héros national pour ses services dans la lutte pour l’indépendance de l’Indonésie,.